# オルガ・パナリナ
オルガ・パナリナ（Olga Panarina、1985年9月16日 - ）は、ベラルーシの女子自転車競技（トラックレース）選手。

## 来歴
2010年
- トラックレース世界選手権
  - 500mタイムトライアル(500mTT) 3位
  - ケイリン 3位
- ヨーロッパ自転車競技選手権大会・ケイリン 優勝

2011年
- トラックレース世界選手権
  -  500mTT 優勝
  - ケイリン 3位
- ベラルーシ選手権
  - スプリント 優勝
  - ケイリン 優勝
  - 500mTT 優勝
  - チームスプリント 優勝
- UCIトラックワールドカップ2011-2012
  - アスタナ - 500mTT 優勝

2012年
- ベラルーシ選手権
  - スプリント 優勝
  - ケイリン 優勝
  - 500mTT 優勝
  - チームスプリント 優勝
- ロンドン五輪・スプリント 8位
- UCIトラックワールドカップ2012-2013
  - グラスゴー - 500mTT 優勝